# WASP-15 (Nyamien)
WASP-15 eller Nyamien, är en ensam stjärna i norra delen av stjärnbilden Kentauren. Den har en skenbar magnitud av ca 10,9 och kräver ett teleskop för att kunna observeras. Baserat på parallaxmätning inom Hipparcosuppdraget på ca 3,5 mas, beräknas den befinna sig på ett avstånd på ca 930 ljusår (ca 284 parsek) från solen. Den rör sig närmare solen med en heliocentrisk radialhastighet på ca –1,6 km/s. Stjärnan observerades första gången av SuperWASP-programmet 2006. Efterföljande mätningar under 2007 och 2008, samt uppföljande observationer och analyser, ledde så småningom till upptäckten av exoplaneten WASP-15b med hjälp av transitmetoden och dopplerspektroskopi.

## Nomenklatur
WASP-15 har på förslag av Elfenbenskusten, fått namnet Nyamien som står för den högsta skaparguden i Akan-mytologin. Namnet valdes 2019 i NameExoWorlds-kampanjen under IAU:s 100-årsjubileum. Stjärnans planetariska följeslagare, WASP-15 b, fick namnet Asye som står för jordgudinnan i Akan-mytologin.

## Egenskaper
WASP-15 är en gul till vit stjärna i huvudserien av spektralklass F5 D. Den har en massa som är ca 1,2 solmassor, en radie som är ca 1,5 solradier och har ca 3 gånger solens utstrålning av energi från dess fotosfär vid en effektiv temperatur av ca 6 300 K. Med en metallicitet på [Fe/H] = -0,17 har WASP-15 0,676 gånger solens mängd av järn och har genomgående lägre nivåer av andra metaller, såsom natrium, magnesium, kisel, kalcium och skandium.

## Planetsystem
WASP-15 är värd för exoplaneten WASP-15b. Planeten, som är en het Jupiter, kretsar kring värdstjärnan på ett avstånd av 0,0499 AE med en omloppsperiod av 3,7520656 dygn. WASP-15b noterades av dess upptäckare på grund av dess avvikande höga radie, som är 1,428 Jupiterradie, jämfört med dess massa, som är 0,542 Jupitermassa. WASP-15b:s stora radie kan inte enbart förklaras av dess närhet till stjärnan, vilket tyder på att någon form av tidvattenuppvärmning eller annan intern uppvärmningsmekanism också är inblandad.
| Planet | Massa           | Halv storaxel (AE) | Siderisk omloppstid (d) | Excentricitet | Inklination | Radie    |
| ------ | --------------- | ------------------ | ----------------------- | ------------- | ----------- | -------- |
| b      | 0,542 ± 0,05 MJ | 0,0499 ± 0,0018    | 3,7520656 ± 0,0000028   | 0             | -           | 1,428 RJ |